# 普洛斯克 (塔拉夏區)
49°28′51″N 30°17′56″E / 49.48083°N 30.29889°E
普洛斯凱（烏克蘭語：Плоске）是位於烏克蘭北部的村莊，由基辅州白采爾克瓦區的塔拉夏市鎮負責管轄。該村始建於1765年，面積3.11平方公里，海拔高度187米，2001年人口683，人口密度每平方公里220人。